# Corona di Giorgio IV

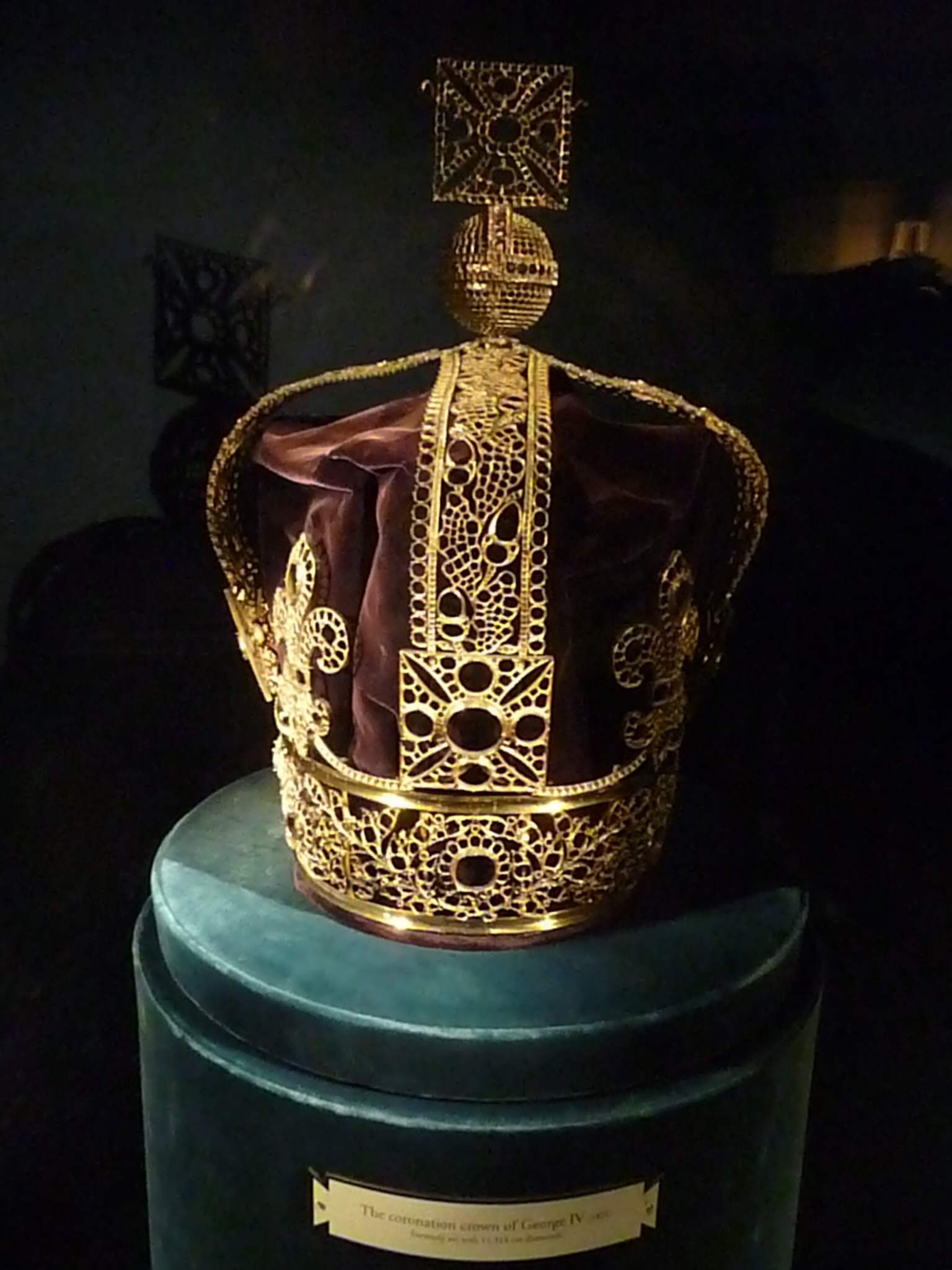
la Corona di Giorgio IV.

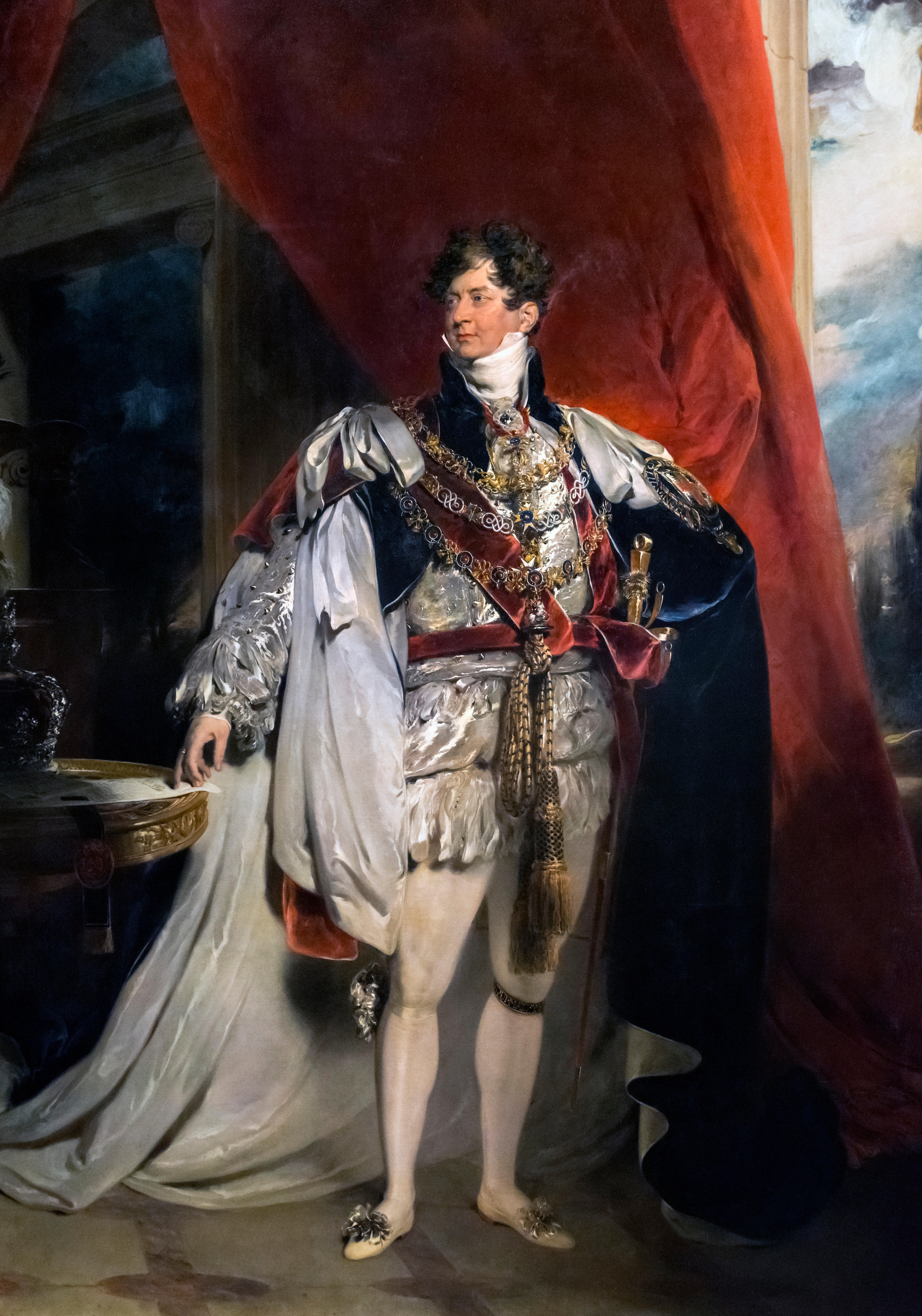
Giorgio IV e la sua corona.

La corona di Giorgio IV è una corona realizzata per il re Giorgio IV del Regno Unito e utilizzata durante la cerimonia di incoronazione del 1821.
Sia come principe di Galles che come reggente, Giorgio era stato una persona stravagante, con gusti artistici controversi. Quando divenne re, invece di avere una corona per l'incoronazione e una da usare normalmente, come per le cerimonie di apertura del parlamento, Giorgio decise di avere solamente una corona.
Tradizionalmente le corone dei sovrani inglesi sono decorate con gigli a simboleggiare la vecchia pretesa inglese sul trono di Francia. Giorgio IV del Regno Unito decise di abbandonare i gigli, sostituendoli con un cardo a simboleggiare la Scozia, una rosa a simboleggiare l'Inghilterra e un trifoglio a simboleggiare l'Irlanda. Tuttavia, il piano di eliminare il giglio per introdurre cardo, rosa e trifoglio è stato abbandonato dopo le contestazioni da parte del collegio dei araldi del Regno Unito.
La corona di Giorgio IV era alta 40 cm, ed era composta da quattro archetti, ciascuno unito al circolo da una croce di diamanti. Gli archetti si riunivano in un globo gemmato, in cima al quale era presente una croce. La corona, d'oro, aveva un telaio d'argento ed era stata progettata da Philip Liebart della Rundell, Bridge & Rundell. Conteneva un totale di 12 314 diamanti e alcuni commentatori contemporanei dissero che il re, con quel copricapo, appariva come "un incredibile uccello orientale". Anche l'imbottitura interna, anziché di viola tradizionale, era rivestita di velluto blu.
Il continuo protrarsi della data d'incoronazione di Giorgio IV, per via della sua querelle con la moglie Carolina, portò infine il costo delle pietre necessarie alla sua realizzazione a 24 425 sterline. Dopo la sua incoronazione, il re si dimostrò riluttante a separarsi dalla sua nuova corona e fece pressioni sul governo britannico affinché la acquistasse a titolo definitivo in modo da poterla utilizzare anche per l'annuale cerimonia di apertura del parlamento, ma essa era risultata alla fine delle lavorazioni troppo costosa ed il governo si disse contrario a tale operazione.
Proprio su pressione dei parlamentari, infine, nel 1823 la corona venne smontata e le pietre delle quali era composta vennero vendute, lasciandone solo lo scheletro vuoto. La corona venne quindi acquistata dalla famiglia Amherst e dal 1833 al 1985 esposta al Museo di Londra. Venne in seguito acquistata dalla gioielleria Asprey nel 1987 e poi venduta a Jefri Bolkiah, principe del Brunei, il quale a sua volta la donò poi al Regno Unito. Nel 1995 l'oggetto venne valutato 376 000 sterline. Dopo essere rimasta spoglia ed abbandonata per 180 anni, la corona, entrando a far parte della Royal Collection, venne esposta al pubblico dal 1996 presso la Martin Tower della Torre di Londra non prima di essere stata ridiamantata da De Beers al costo di 2 000 000 di sterline per dare l'idea al pubblico di come dovesse apparire originariamente. La forma e gli ornamenti della corona di Giorgio IV costituirono il modello per la creazione della Corona Imperiale di Stato realizzata nel 1838.